# Carl Bergmann (biolog)
Karl Georg Lucas Christian Bergmann (ur. 18 maja 1814 w Getyndze, zm. 30 kwietnia 1865 w Genewie) – niemiecki lekarz. Specjalizował się w anatomii i fizjologii. Twórca tzw. reguły Bergmanna
Studiował na Uniwersytecie w Getyndze w 1838 uzyskał doktorat z medycyny. W 1839 habilitował się, od 1840 był asystentem fizjologa Rudolfa Wagnera. W 1843 został profesorem nadzwyczajnym, a w 1852 profesorem zwyczajnym i kierownikiem katedry anatomii Uniwersytetu w Rostocku.